# NSLU2

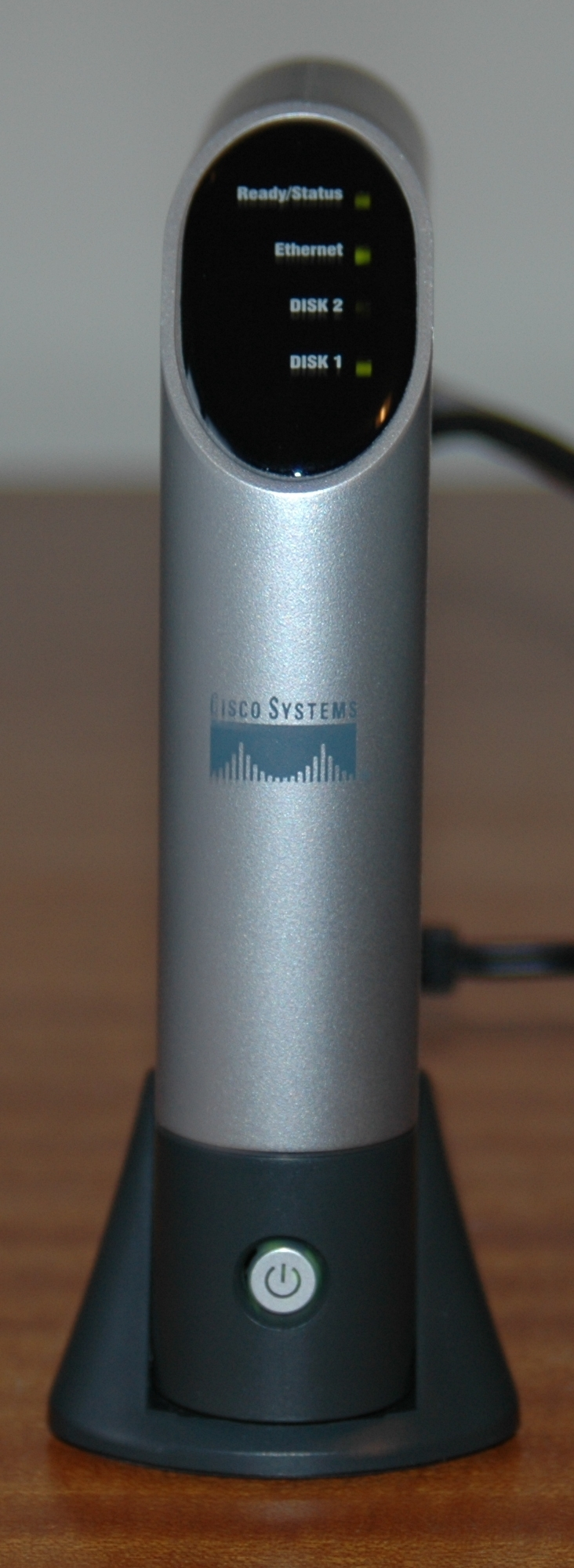
Un Linksys NSLU2

NSLU2 est l'acronyme de Network Storage Link for USB 2.0 Disk Drives. C'est une unité de stockage en réseau NAS, fabriqué par Linksys, qui permet de rendre accessible une clé USB et/ou un disque dur USB sur un réseau.
L'appareil fonctionne avec une version adaptée de Linux et formate les disques durs avec le système de fichiers Ext3. Une mise à jour du firmware de Linksys offre la possibilité d'utiliser les disques formatés en NTFS et FAT32, Microsoft Windows ne supportant pas le format Ext3.
Une interface web permet d'administrer l'appareil, avec une gestion des utilisateurs, des groupes et des configurations réseau. Les disques connectés au NSLU2 sont partagés sur le réseau TCP/IP à l'aide du protocole SMB.

## Le matériel
L'appareil a deux ports USB pour connecter des disques durs (et/ou une clé USB). Il est basé sur une puce Intel compatible ARM XScale IXP420. Pour les versions antérieures à avril 2006, Linksys a, pour des raisons inconnues, réduit la fréquence du processeur à 133 MHz, Une manipulation, très simple, sur la carte mère de l'appareil permet de lever cette restriction. Les modèles suivants (Après mai 2006) sont cadencés à 266 MHz. Le NSLU2 a 32 MB de mémoire vive, et 8 MB de mémoire flash, et une connexion ethernet à 100 Mb.

## Les adaptations
Différentes adaptation du NSLU2 sont possibles et abondamment décrites sur le net

### Adaptations physiques du matériel
- Doublement de la fréquence processeur pour les versions à 133 Mhz.
- Ajout d'un port série
- Ajout d'un port JTAG
- Ajout de ports USB supplémentaires
- Ajout de mémoire Ram supplémentaire
  - Les NSLU2 dont la mémoire RAM a été augmentée sont appelés 'FatSlugs'
  - Des NSLU2 ont été modifiés avec succès à 64 MB de RAM, mais pas de façon stable, à 128 MB ou 256 MB
- Allumage automatique

### Adaptations au niveau du logiciel
Comme le NSLU2 fonctionne sous Linux, Linksys a été obligé de publier le code source utilisé suivant les termes de la licence GNU. En raison de cette publication et du coût peu élevé de l'appareil, plusieurs projets communautaires sont nés autour du NSLU2. Il existe deux principaux firmware alternatifs disponibles pour le nslu2 :
- le premier est surnommé Unslung, qui est basé sur le firmware officiel de Linksys avec des améliorations et des fonctionnalités supplémentaires. Des packets Optware sont disponibles pour étendre les fonctionnalités
- l'autre est appelé OpenSlug, il est basé sur le framework OpenEmbedded. Il permet aux utilisateurs de re-flasher le NSLU2 avec un système Linux minimal et un accès distant SSH. Une fois installé, le système d'exploitation doit être déplacé sur un disque dur ou une clé USB car la mémoire flash de 8 Mo n'est pas assez importante pour contenir ce système d'exploitation

Il est aussi possible de faire tourner OpenWrt, Debian, Gentoo et NetBSD sur le NSLU2.
La faculté de faire tourner une distribution Linux non limitée sur cet appareil ouvre de larges possibilités d'utilisation. Des extensions courantes du NSLU2 sont : le serveur web, le serveur de messagerie, serveur iTunes, UPnP, le client BitTorrent, l'IPBX asterisk.